# Karjalainen (tidning)
Karjalainen är en finländsk dagstidning som utkommer i Joensuu. 
Tidningen grundades 1874 under namnet Karjalatar. Tidningen sammanslogs 1918 med den konkurrerande Karjalan Sanomat (grundad 1906) och antog från ingången av 1919 namnet Karjalainen. Den blev under 1890-talet ett språkrör för gammalfinnarna och var sedan organ för Samlingspartiet fram till 1995, då den förklarade sig politiskt obunden. Karjalainen erövrade under åren efter andra världskriget positionen som regionens förstatidning och blev sjudagarstidning år 1955. Upplagan uppgick år 2009 till drygt 45 895 exemplar. 
Tidningen utges (sedan 2002 genom ett helägt dotterbolag) av det börsnoterade företaget Pohjois-Karjalan Kirjapaino Oyj, grundat 1899. Detta äger utom Karjalainen bland annat ett antal lokaltidningar i östra Finland samt tryckerier i Helsingfors och Joensuu. Bolaget kontrollerades ursprungligen av ett antal lärare vid stadens lyceum och lokala affärsmän. Under 1980-talet övertogs aktierna efter hand av familjen Laakkonen, som uppnådde majoriteten 1986 och i dag (augusti 2019) äger omkring 90 % av aktiestocken.